# Rozalia Husti
Rozalia Husti (también escrito como Rosalia Huszti; nacida Rozalia Oros, Satu Mare, Rumanía, 28 de enero de 1964) es una deportista alemana de origen rumano que compitió en esgrima, especialista en la modalidad de florete.
Participó en los Juegos Olímpicos de Los Ángeles 1984, obteniendo una medalla de plata en la prueba por equipos (junto con Aurora Dan, Monika Weber-Koszto, Marcela Zsak y Elisabeta Guzganu).
Ganó dos medallas en el Campeonato Mundial de Esgrima, plata en 1987 y bronce en 1991, y una medalla de bronce en el Campeonato Europeo de Esgrima de 1992.

## Palmarés internacional
| Representando a Rumania  |                              |                   |                     |
| Juegos Olímpicos         |                              |                   |                     |
| Año                      | Lugar                        | Medalla           | Prueba              |
| 1984                     | Los Ángeles (Estados Unidos) | Medalla de plata  | Florete por equipos |
| Campeonato Mundial       |                              |                   |                     |
| Año                      | Lugar                        | Medalla           | Prueba              |
| 1987                     | Lausana (Suiza)              | Medalla de plata  | Florete por equipos |
| Representando a Alemania |                              |                   |                     |
| Campeonato Mundial       |                              |                   |                     |
| Año                      | Lugar                        | Medalla           | Prueba              |
| 1991                     | Budapest (Hungría)           | Medalla de bronce | Florete por equipos |
| Campeonato Europeo       |                              |                   |                     |
| Año                      | Lugar                        | Medalla           | Prueba              |
| 1992                     | Lisboa (Portugal)            | Medalla de bronce | Florete individual  |